# Resolución 1365 del Consejo de Seguridad de las Naciones Unidas
La resolución 1365 del Consejo de Seguridad de las Naciones Unidas, aprobada por unanimidad el 31 de julio de 2001, tras recordar resoluciones anteriores sobre Israel y el Líbano, incluidas las resoluciones 425 (1978), 426 (1978), 1310 (2000) y 1337 (2001), decidió prorrogar el mandato de la Fuerza Provisional de las Naciones Unidas en el Líbano (FPNUL) por otros seis meses, hasta el 31 de enero de 2002. 
El Consejo de Seguridad recordó la conclusión del Secretario General Kofi Annan de que Israel había retirado sus fuerzas del Líbano el 16 de junio de 2000, de conformidad con la Resolución 425. Destacó el carácter temporal de la operación de la FPNUL y señaló que ésta había completado dos de las tres partes de su mandato .
Se pidió al Secretario General que implementara la reconfiguración y el redespliegue de la FPNUL. Se pidió al Gobierno libanés que creara un ambiente de calma y restableciera su autoridad en el sur del Líbano mediante el despliegue de fuerzas libanesas. Se instó a las partes a garantizar la plena libertad de movimiento de la FPNUL. Se pidió a Israel y al Líbano que cumplieran sus compromisos de respetar la línea de retirada identificada por las Naciones Unidas y condenaron todas las violaciones de dicha línea por aire, mar y tierra. 
La resolución apoyó los esfuerzos de la FPNUL para vigilar las violaciones de la línea de retirada. Se pidió al Secretario General que continuara las consultas con el Gobierno del Líbano y los países que aportan contingentes sobre la aplicación de la resolución actual. Además, le encargó que informara sobre las actividades de la FPNUL, incluida su posible reconfiguración como misión de observación, y sobre las tareas realizadas por el Organismo de las Naciones Unidas para la Vigilancia de la Tregua (ONUVT). 
Por último, la resolución concluye destacando la importancia de una paz justa y duradera en el Oriente Medio basada en las resoluciones pertinentes del Consejo de Seguridad, incluidas la 242 (1967) y la 338 (1973).